# Jane Drew

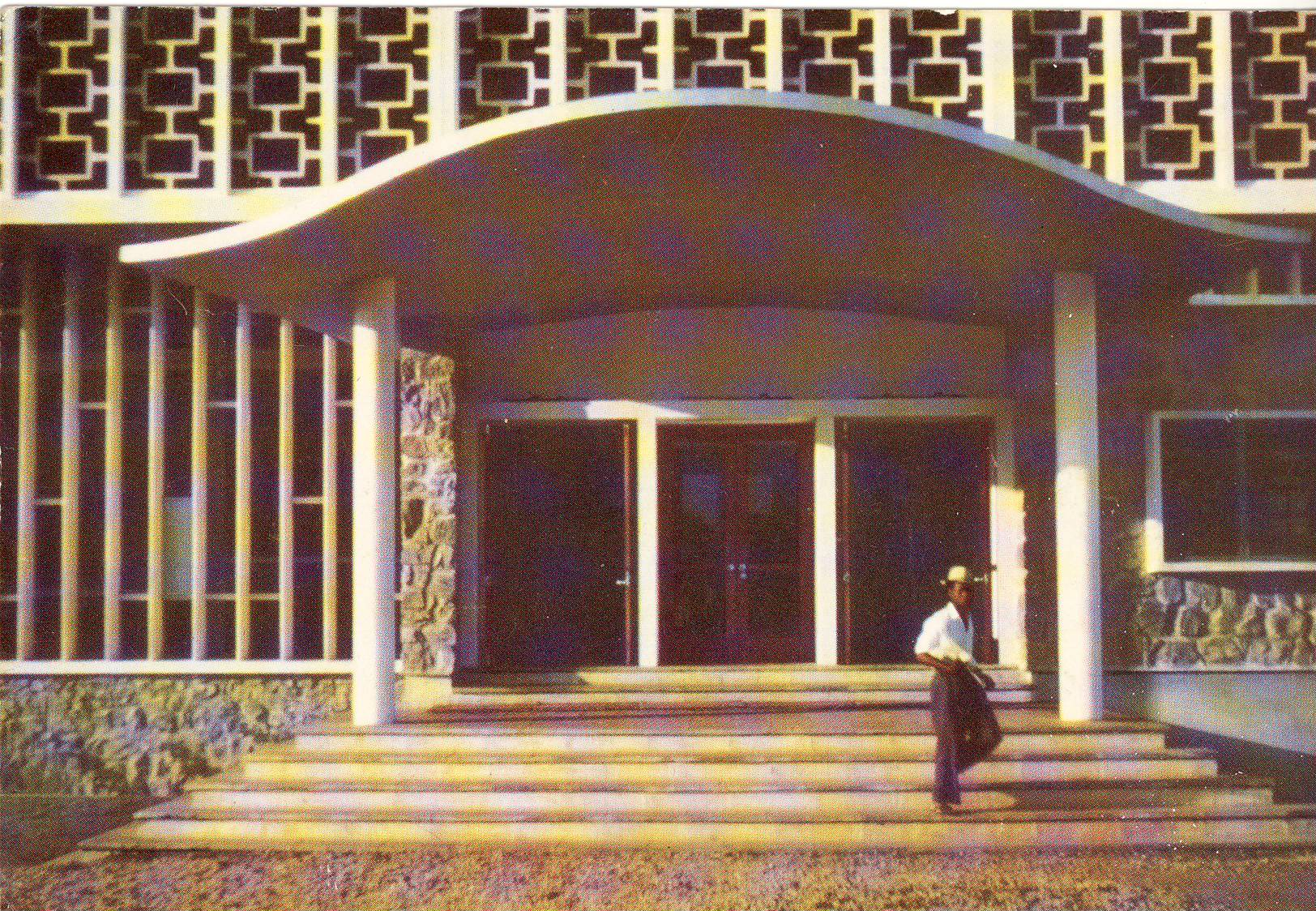
Kenneth Onwuka Dike Library, Ibadan, Nigèria

Jane Drew (Thornton Heath, Anglaterra, 24 de març de 1911-Barnard Castle, Durham, 27 de juliol de 1996) va ser una arquitecta britànica.

## Biografia
Jane Drew estudià a l'Architectural Association School de Londres, i fou membre del Grup de Recerca d'Arquitectura Moderna, amb el qual treballà amb Edwin Maxwell Fry, amb qui es casaria el 1942 i amb qui formaria l'empresa Fry, Drew & Partners (1946). De 1944 a 1946 va ser assistent assessora urbanística del ministre resident per a les colònies britàniques d'Àfrica occidental.
Jane Beverly Drew, que és el seu nom complet, estigué breument casada amb Jim Alliston, amb qui va contraure matrimoni l'any 1934, però el matrimoni es va dissoldre. Tingueren dues filles, una de les quals morí.
L'empresa de Fry, Drew i Partners a Londres es concentrà en la planificació a gran escala per als països tropicals, i destacà entre les seues obres la Universitat d'Ibadan (1953-1959), a Nigèria.
Destacà també com escriptora de llibres tècnics que arribaren a ser considerats canònics, com ara Village Housing in the Tropics (1945), Architecture in the Humid Tropics (1956) i Architecture and the Environment (1976).
Conegué personalment l'arquitecte suís Le Corbusier, que va convidar el matrimoni Drew i Fry a unir-se a ell, el 1951, en el projecte de construcció Chandigarh, la nova capital de l'estat de Panjab.
Entre les seues obres més conegudes poden destacar-se: l'Institut d'Art Contemporani (1964), Londres; l'Escola per a Sords (1968), Herne Hill, Londres; i l'Open University (1969-1977), Milton Keynes, Eng.
Jane Drew i Maxwell Fry vivien i treballaven en 63, Gloucester Place, i la seua casa es va convertir en un referent a Londres, ja que mantenien la casa oberta, per donar hospitalitat i refugi a amics i coneguts de tot el món. També van proporcionar treball, i van ajudar, un corrent de joves arquitectes de diverses nacionalitats que aprenien l'ofici sota la seva guia.
Fou la primera dona a formar part del Consell de l'Institut Reial d'Arquitectes Britànics.
El 1996 va ser nomenada Dama de l'Imperi britànic.
Va morir de càncer el 1996, a l'edat de 85 anys.